# Cymbasoma californiense
Cymbasoma californiense is een eenoogkreeftjessoort uit de familie van de Monstrillidae. De wetenschappelijke naam van de soort is voor het eerst geldig gepubliceerd in 1999 door Suarez-Morales & Palomares-Garcia.